# Nāḩiyat Shīn
Nāḩiyat Shīn (arabiska: ناحية شين) är ett subdistrikt i Syrien.   Det ligger i provinsen Homs, i den västra delen av landet, 140 km norr om huvudstaden Damaskus.
Trakten runt Nāḩiyat Shīn består till största delen av jordbruksmark. Runt Nāḩiyat Shīn är det glesbefolkat, med 14 invånare per kvadratkilometer.